# Zahran
Zahran (arabiska: الظهران, aẓ-Ẓahrān), eller Dhahran, är en stad i provinsen ash-Sharqiyya i östra Saudiarabien, på en liten halvö vid Persiska viken, omkring 13 kilometer söder om Dammam. Folkmängden uppgår till cirka 120 000 invånare.

## Näringsliv
Zahran är knutpunkt för flera oljeledningar, och är ett viktigt administrativt center för den saudiska oljeindustrin. Stora oljefyndigheter gjordes i området 1931 och 1935 borrades det första hålet, som används än i dag, av Standard Oil of California (nuvarande Chevron), som bildade ett dotterbolag i Saudiarabien, Arabian American Oil Company (ARAMCO). Bolaget heter i dag Saudi Aramco, ägs av den saudiska staten och har sitt huvudkontor i Zahran.

### Kommunikationer
Staden ligger vid järnvägen mellan Dammam och Riyadh, och har en internationell flygplats.

## Kultur och utbildning
I Zahran finns ett universitet och ett tekniskt museum.